# أسامة الفزاني
أسامة محمد الفزاني (مواليد 23 فبراير عام 1978) لاعب كرة قدم من ليبيا، كان يلعب كمهاجم صريح مع نادي الأهلي طرابلس الذي يلعب بالدوري الليبي الممتاز واعتزل اللعب في 2014 وهو الآن محلل في قنوات ليبية وبي إن سبورت.

## روابط خارجية
- أسامة الفزاني على موقع ناشيونال فوتبول تيمز (الإنجليزية)
- أسامة الفزاني على موقع عالم كرة القدم.نت (الإنجليزية)
- أسامة الفزاني على موقع كووورة